# Борис Юрьевич
Борис Юрьевич (ум. 2 мая 1159) — князь белгородский (1149—1151), туровский (1154—1157), кидекшенский (1157—1159), сын Юрия Долгорукого.
После утверждения Юрия Долгорукого на киевском великокняжеском столе в 1149 году был назначен его наместником в Белгороде, в 1154 году — в Турове. После смерти отца (1157) покинул юг и был единственным из родственников Андрея Боголюбского, получившим удел на севере.

## Биография
Жизнь князя Бориса Юрьевича проходила в постоянных походах, усобицах и борьбе. Многие годы он вместе с братьями (среди которых был святой благоверный князь Андрей, прозванный Боголюбским) помогал отцу Юрию Долгорукому бороться за престол в Киеве.
Первоначально Юрия, обустраивающего своё Суздальское княжество. После кончины братьев Мстислава и Ярополка, он не воспротивился, когда киевский престол занял черниговский князь Всеволод Олегович. Тот попытался передать власть своему брату Игорю. Но тут вмешался племянник Юрия Долгорукого – князь переяславский Изяслав Мстиславич: он захватил Игоря в плен и сам занял киевский стол (в 1147 г.). Стерпеть этого Олеговичи не могли и выступили против Изяслава, который опирался на поддержку родных братьев и прежде всего – на святого Ростислава, князя смоленского. На стороне Олеговичей решил выступить суздальский князь Юрий Долгорукий с сыновьями. Он не внял мудрому совету своих бояр не ввязываться в распри, а «прилежать дома о устроении земли». Сначала князь Юрий изгнал сторонников Изяслава из Новгорода и Смоленска. В 1149 году он нанёс поражение племяннику Изяславу и занял Киев. Став великим князем, Юрий разделил между детьми киевские земли, как указано в Ипатьевской летописи: «Старѣйшаго сына своего Ростислава посади у Переяславли, Андрея въ Вышегородѣ, а Бориса въ Бѣлѣгородѣ [Белгороде], а Глѣба въ Кановѣ, а Василка въ Суждали». Однако Борис правил в Белгороде не долго. Князь Изяслав, собрав войско, на следующий год скрыто подступил к городу. Вовремя предупреждённый верными людьми об опасности, «Борисъ Гюргевичь выбѣже изъ Бѣлагорода и ѣха Кыеву [Киев] къ отцю» (отмечено в Лаврентьевской летописи).
Борьба князей Изяслава и Юрия шла с переменным успехом. Меняя союзников, оба князя несколько раз захватывали, а затем теряли Киев. В 1154 году Изяслав неожиданно умер, и киевляне пригласили к себе на княжение его младшего брата Ростислава Мстиславовича. Однако благоверный князь уступил вскоре престол своему дяде – Юрию Долгорукому. Они, как сказано в Ипатьевской летописи, «цѣловаста межю собою хрестъ на всей любви, Гюриги [Юрий] же пойде Кіеву, а Ростиславъ у свой Смоленескъ».
Заняв весной 1155 года в третий раз Киев и став великим князем, Юрий вновь разделил земли Руси меж своими сыновьями. В Лаврентьевской летописи записано: «Андрея посади Вышегородѣ, а Бориса Туровѣ, Глѣба въ Переяславли, а Василкови да Поросье».
Недолгим было правление Бориса в княжестве Туровском и Пинском. В 1157 году его отец Юрий Долгорукий неожиданно «разболѣся, и бысть болѣсти его 5 днѣй», а 15 мая «въ среду на ночь» он скончался. Киевляне изгнали из Киева пришлых суздальских дружинников почившего великого князя. И вновь вспыхнула междоусобная борьба за великокняжеский престол. В этих условиях, лишившись отцовской поддержки, князь Борис вынужден был оставить град Туров и вернуться в Суздаль, в вотчину отца.

## Кончина
Последнее летописное упоминание о князе Борисе относится к 1158 году (правда, в некоторых летописях указан 1159 год). Так, в Патриаршей летописи записано: «Того же лѣта [6666] преставися князь Борисъ Юрьевъ сынъ Долгорукаго, мѣсяца маіа въ 12 день, на память святаго Епиɵаніа митрополита Кипрьскаго, и положенъ бысть въ церкви святыхъ мученикъ Бориса и Глѣба, яже созда отецъ его князь велики Юрьи Владимеричь Маномашь Долгорукій на рѣцѣ на Нерли, идѣже бѣ становище святыхъ мучениковъ Бориса и Глѣба». 

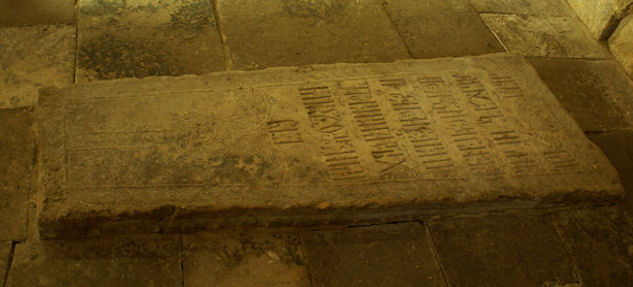
Надгробная плита над могилой Бориса Юрьевича Туровского

Борис Юрьевич умер 2 мая 1159 года в городе в Суздале.
Жену Бориса звали Мария, По мнению Н. А. Баумгартена, в период великого княжения Юрия Долгорукого в Киеве Ярослав Юрьевич женился на дочери его сына Бориса, Ефросинье.
Похоронен в усыпальнице при церкви Бориса и Глеба в Кидекше, там же покоятся его жена и дочь.

## Канонизация
В 1675 году суздальский воевода Тимофей Савёлов, осмотрев каменную раку, засвидетельствовал нетление мощей князя Бориса. По-видимому, с этого времени началось местное почитание князя. Однако прошло ещё много времени после обретения мощей, прежде чем князь был канонизирован (в 1982 году в Соборе Владимирских святых). В 2002 году Святой Синод Белорусской Православной Церкви включил в Собор земли Белой Руси уже прославленного благоверного Бориса Юрьевича, князя Туровского и Пинского.